# Tephronia fingalata
Tephronia fingalata là một loài bướm đêm trong họ Geometridae.